# Millidgella
Millidgella trisetosa és una espècie d'aranya araneomorfa de la subfamília Erigoninae, dins de la família Linyphiidae. És l'únic membre del gènere monotípic Millidgella.
És un endemisme de Xile i l'Argentina.
Fou descrit per primera vegada per C. F. Kammerer l'any 2006,